# Czepylijiwka
Czepylijiwka (ukr. Чепиліївка) – wieś na Ukrainie, w obwodzie kijowskim, w rejonie białocerkiewskim.  Do 2020 również w tym rejonie. W 2001 roku liczyła 784 mieszkańców.
Pod koniec XIX w. wieś Czepielówka w powiecie wasylkowskim, w gminie Błoszczyńce.